# Caenonomada bruneri
Caenonomada bruneri là một loài Hymenoptera trong họ Apidae. Loài này được Ashmead mô tả khoa học năm 1899.